# Thomas Fiske

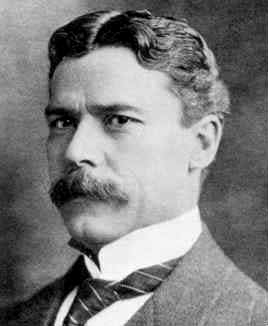
Thomas Scott Fiske (1903/04)

Thomas Scott Fiske (* 12. Mai 1865 in New York City; † 10. Januar 1944 in Poughkeepsie) war ein US-amerikanischer Mathematiker.

## Leben
Thomas Fiske besuchte das Columbia College (die spätere Columbia University) mit dem Bachelor-Abschluss 1885 und dem M.A. 1886. Er war ein Jahr in Cambridge (unter anderem bei Andrew Russell Forsyth und Arthur Cayley) bevor er 1888 am Columbia College promoviert wurde (The theory of concomitants of algebraic form). Danach war er Tutor am Columbia College, erhielt dort 1897 eine volle Professur und blieb dort bis zur Emeritierung 1936.
1888 gründete er die American Mathematical Society, war bis 1895 deren Sekretär, 1898 bis 1901 Vizepräsident und 1903 bis 1904 deren Präsident. 1891 bis 1899 war er Herausgeber von deren Bulletin und danach bis 1905 deren Transactions. Als Forschungsmathematiker veröffentlichte er nur einige Aufsätze über elliptische Integrale und Oberflächenintegrale.

## Schriften
- Functions of a Complex Variable, Wiley 1896